# Camarões Alemães
Camarões Alemães (em alemão: Kamerun) foi uma colônia africana do Império Alemão de 1884 a 1916 na atual região de República dos Camarões.
O primeiro posto comercial alemão, foi fundado em Douala em 1868 pela empresa de navegação Hamburger Woermann. O protetorado foi estabelecido durante a "Partilha de África" pelo explorador alemão e imperialista Gustav Nachtigal. Foi ampliado com Novos Camarões em 1911 como parte do acertamento da Crise de Agadir, resolvida pelo Tratado de Fez. Foi conquistada em 1916 pelos Aliados durante a Primeira Guerra Mundial. Após a derrota da Alemanha, o território foi dividido em dois Liga das Nações mandatos (Classe B) sob a administração da Grã-Bretanha e França. O Camarões francês e parte de Camarões Britânicos foram reunificados em 1961, como Camarões.

A Alemanha estava particularmente interessada no potencial agrícola dos Camarões. Foi sob a influência do empresário Adolph Woermann, cuja empresa instalou uma casa comercial em Douala, que Bismarck, inicialmente céptico quanto ao interesse do projecto colonial, se convenceu. Grandes empresas comerciais alemãs (Woermann, Jantzen und Thoermalen) e concessionárias (Sudkamerun Gesellschaft, Nord-West Kamerun Gesellschaft) se estabeleceram maciçamente na colônia. Deixando que as grandes empresas impusessem a sua ordem, a administração simplesmente as apoiava, protegia e eliminava as rebeliões indígenas.

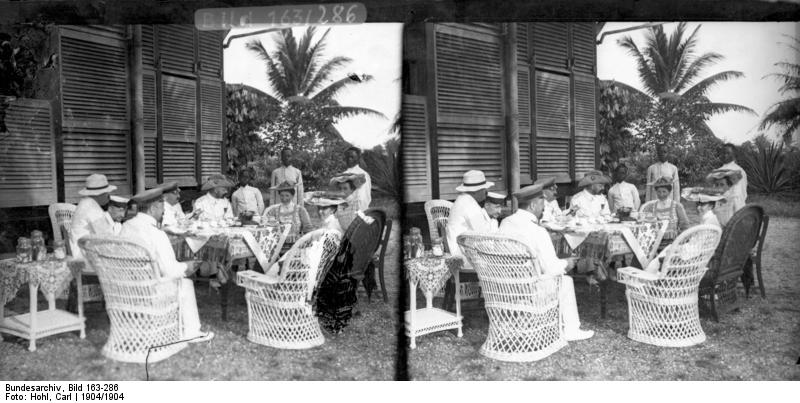
Colonizadores Alemães nos Camarões, 1904

A Alemanha planejava construir um grande império africano, que ligaria Camarões, através do Congo, às suas possessões da África Oriental.

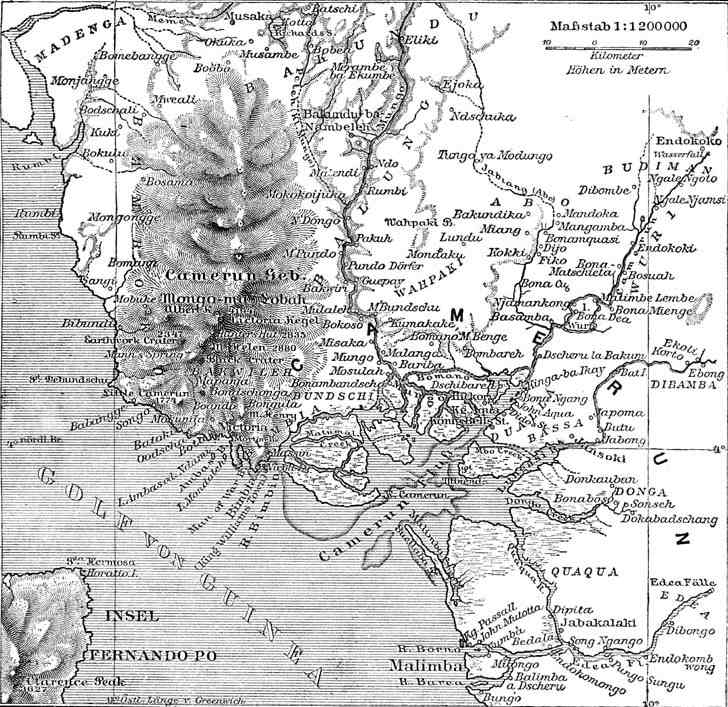
Mapa dos Camarões.